# 第一邮报
第一邮报（英語：Firstpost）是一个印度新闻和媒体网站。该网站是信实工业拥有的Network18 Group一部分。 截至2017年7月，BV Rao是第一邮报的编辑，Sanjay Singh和Jaideep Giridhar則是副执行编辑。